# Fontignano
Fontignano è una frazione di 1.411 abitanti del comune di Perugia (PG).
Il paese si affaccia sulla Strada statale 220 Pievaiola, circa a metà strada tra gli abitati di Mugnano e Tavernelle, 22 km a sud-ovest di Perugia. Giace sulle pendici di una collina, nelle vicinanze del lago Trasimeno. La popolazione; rilevata dall'Istat nel 2001, era di 778 abitanti, che una successiva grande crescita demografica ha portato 1 403 nel 2011. Oggi i residenti sono 1.411 (dato in leggera in crescita).

## Il paese

### Il nome
L'origine del nome è tuttora incerto; le leggende popolari, tramandate di generazione in generazione, propongono due differenti interpretazioni: la presenza di numerose fonti d'acqua presenti nella zona, oppure dal termine "Fontinius", nome di una facoltosa famiglia gentilizia locale che possedeva i terreni ove attualmente sorge il paese.

### Storia
Le prime notizie storiche parlano di un borgo abitato citato come Hospitalis Eurigani e Spedale de Fontignano, sorto intorno ad un antico luogo che ospitava viandanti e malati. Nel 1158 l'imperatore Federico Barbarossa, elevò la locale Chiesa di Santa Maria a pievania e la mise sotto la giurisdizione di Perugia insieme all'ospedale.
Nel 1281 il borgo era classificato come villa, così come nel 1363, quando Marinello di Adriano, nel descrivere il sistema viario del contado perugino, lo nominò villa Hospitalis Fontignani. Solo nel 1380 assunse la denominazione di castrum.
Nel 1361 ospitò alcuni congiurati perugini autori di un complotto aristocratico e sfuggiti all'arresto; questi iniziarono a molestare le ville e i castelli del contado; contro di loro Perugia invita la Compagnia del Cappelletto che assaltò il villaggio il 17 maggio 1363. Il castello fu depredato nel 1387 dai michelotti, fuorisuciti da Perugia e da Guglielmo di Carlo Fiumi di Assisi, e incendiato nel 1388 da Bernardo I della Sala, Guido da Siena e Averardo Tedesco.
Nel 1402 vi si accamparono truppe fiorentine, papali e di Braccio Fortebraccio da Montone mentre, nel 1503, fu la volta di Cesare Borgia che era diretto verso Perugia
La comunità di Fontignano, appartenente al contado di Porta Santa Susanna, contava circa 250 abitanti, saliti a 380 nel 1501.
La struttura dell'ospedale è tuttora integra, sebbene in attesa di ristrutturazione e nuova destinazione d'uso. Per quanto riguarda il castello, sopra la collina a 500 metri s.l.m. si possono ancora osservare il mastio, parte della cinta muraria e due torri, una a base quadrata, l'altra a base circolare.
Oltre alla sopracitata chiesa di Santa Maria, la storia di racconta dell'esistenza di altre tre chiese: 
- Santa Maria della Cannella (di cui rimane soltanto un'edicola);
- Santa Maria dell'Annunziata (dove il Perugino dipinse le sue ultime opere);
- San Leonardo, attuale chiesa parrocchiale che nel 1854 venne ristrutturata e fu costruito il campanile seguendo il progetto dell'architetto Giovanni Caproni. La particolare forma architettonica, base a sezione quadrata, parte centrale a sezione ottagonale e parte terminale a sezione circolare, rende il campanile unico nel perugino.

### Economia
Le attività più redditizie sono l'agricoltura, l'edilizia, l'artigianato delle costruzioni in ferro e, in piccola parte, il turismo. Durante la seconda metà di luglio vi si svolge la sagra denominata Fontignano a tavola.

## Il Perugino & Chiesa dell'Annunziata

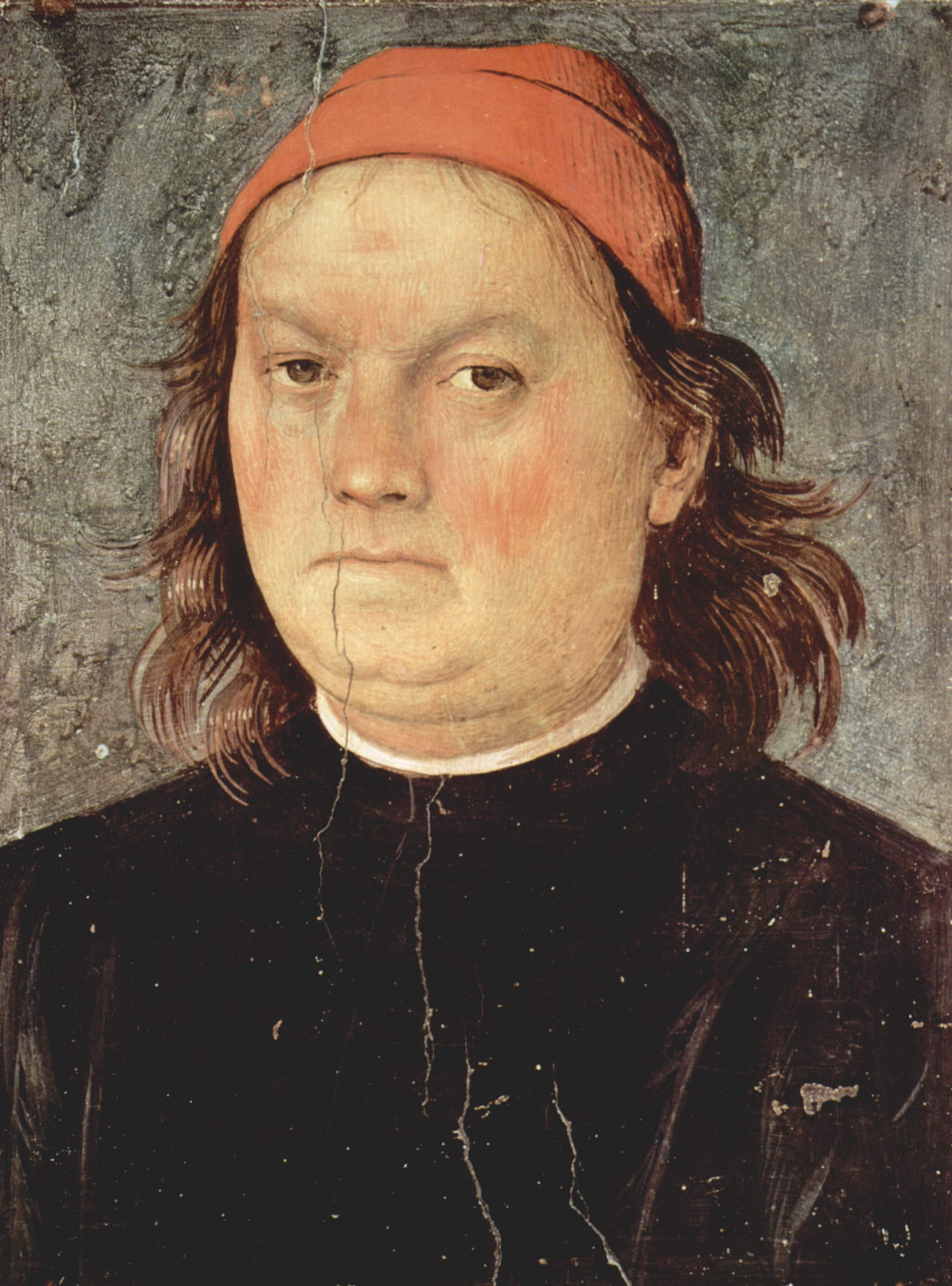
Autoritratto di Pietro Vannucci, detto il Perugino, conservato al Collegio del Cambio di Perugia.

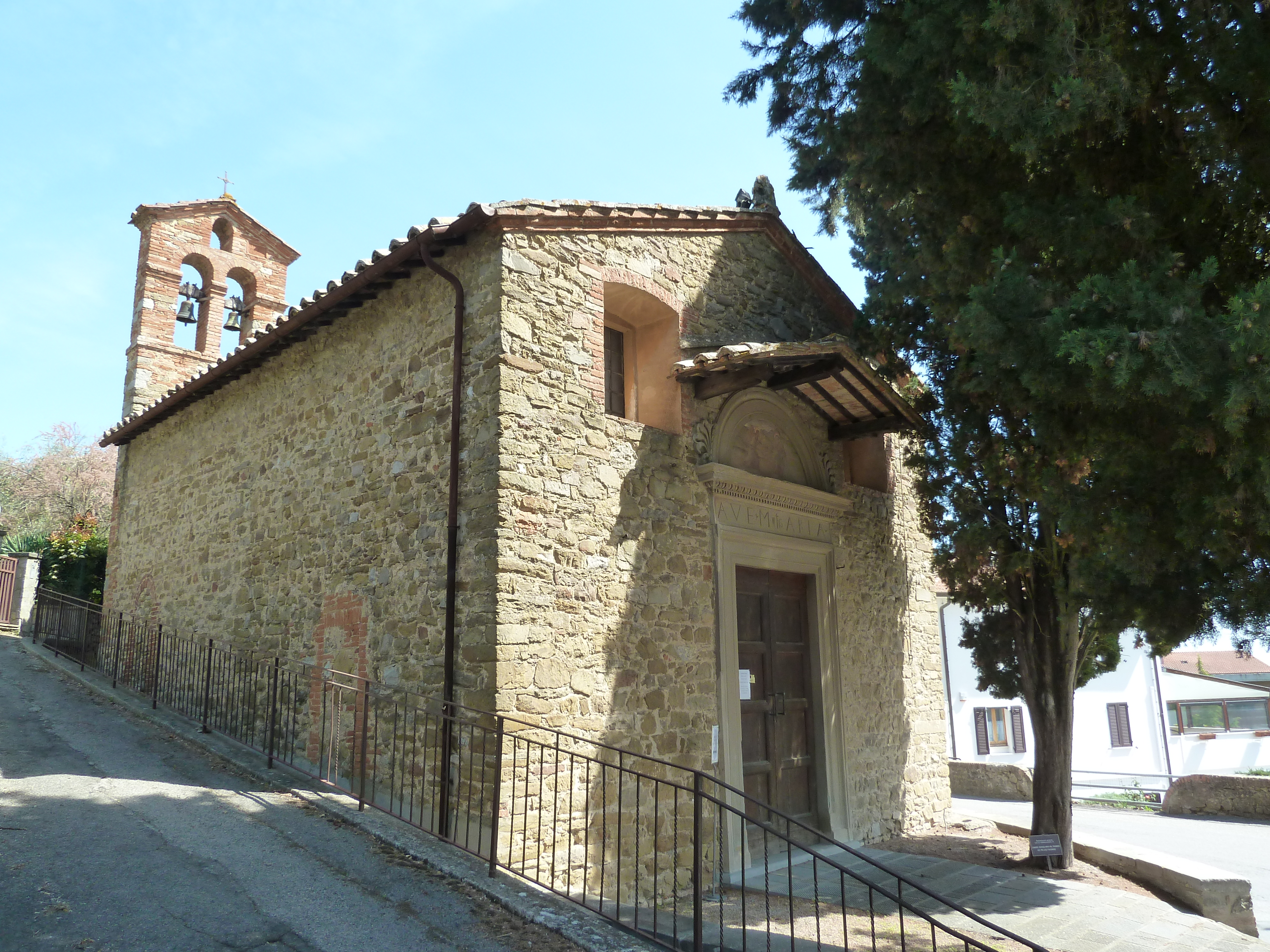
Chiesa dell'Annunziata - Tomba ed Affreschi del Perugino.

### Storia
È un fatto abbastanza insolito trovare la tomba di un pittore di grande fama come il Perugino in un paesino così piccolo come Fontignano, ma il pittore scelse proprio Fontignano nel 1511 come luogo in cui vivere e impiantare la sua bottega e da qui si spostava nei dintorni per far fronte alle varie commissioni che gli venivano affidate.
I motivi di questa scelta non sono noti ma è possibile che, siccome la peste era ampiamente diffusa al tempo, fosse preferibile rifugiarsi in un centro abbastanza piccolo piuttosto che vivere in una tipica città medievale come Perugia in cui le strade erano strette e malsane e la maggior parte delle abitazioni era caratterizzata da cortili molto stretti e alte mura che impedivano la ventilazione; le condizioni igieniche precarie che caratterizzavano città di questo tipo permettevano alla peste di diffondersi rapidamente. Nonostante l'allontanamento dalla città nel febbraio 1523, il Perugino venne colto dalla peste proprio mentre stava affrescando l'Adorazione dei pastori nella Chiesa dell'Annunziata e morì a Fontignano lo stesso anno.
Inizialmente a causa del pericolo del contagio fu sepolto fuori dal paese sotto una grande quercia e circa 50 anni dopo la morte i frati minori della chiesa di Santo Spirito di Perugia (o i confratelli dell'Annunziata) lo riesumarono e ne seppellirono i resti all'esterno di questa chiesa senza croce né lapide; il motivo di questa scelta probabilmente va ricercato in quel che dice il Vasari quando afferma che il Perugino era ateo. La mancanza di lapide e croce fecero sì che nel corso degli anni, nonostante il racconto fosse stato tramandato di generazione in generazione, il luogo preciso della sepoltura andò dimenticato e addirittura non si sapeva più quanto ci fosse di vero e quanto di inventato in quello che si raccontava. Sulla base di questa leggenda nei primi anni del ‘900 furono fatte delle ricerche che portarono alla scoperta delle ossa del pittore su cui furono fatti alcuni esami per dimostrarne l'autenticità: esame al carbonio 14 per stabilire in quali anni la persona rinvenuta era vissuta, esame istologico per stabilirne l'età biologica (forse l'esame più importante in quanto il pittore visse probabilmente 78 anni, età molto avanzata per l'epoca) e controlli sulle dimensioni del corpo.
Gli esami dettero importanti conferme e, anche se la certezza matematica che le ossa ritrovate siano effettivamente del pittore non c'è, i risultati degli esami uniti alla singolarità del luogo del ritrovamento di queste ossa (uniche ritrovate) e la coincidenza del luogo del ritrovamento con la tradizione sembrano lasciare un margine di errore ridotto.
L'urna in cui si trova attualmente il divin pittore fu allestita nel 1929 all'interno della Chiesa dell'Annunziata.

### Opere del Divin Pittore
Nella chiesa Pietro Vannucci affrescò 5 opere: 
- la Madonna col Bambino in trono di Fontignano (unico affresco rimasto) sulla parete destra;
- l'Adorazione dei pastori sul timpano della chiesa (staccato e venduto al Sig. Spencer nel 1848 e attualmente conservato al Victoria and Albert Museum di Londra);
- un S. Rocco e un S. Sebastiano (furono affrescati probabilmente ai lati dell'arco sotto l'adorazione dei pastori, staccati e venduti al Conte della Porta di Gubbio intorno alla metà dell'800 e attualmente dispersi);
- un'altra Madonna col bambino sulla parete destra (venduto ad Angelo Morettini di Perugia nel 1862 e attualmente disperso).

#### Madonna con Bambino

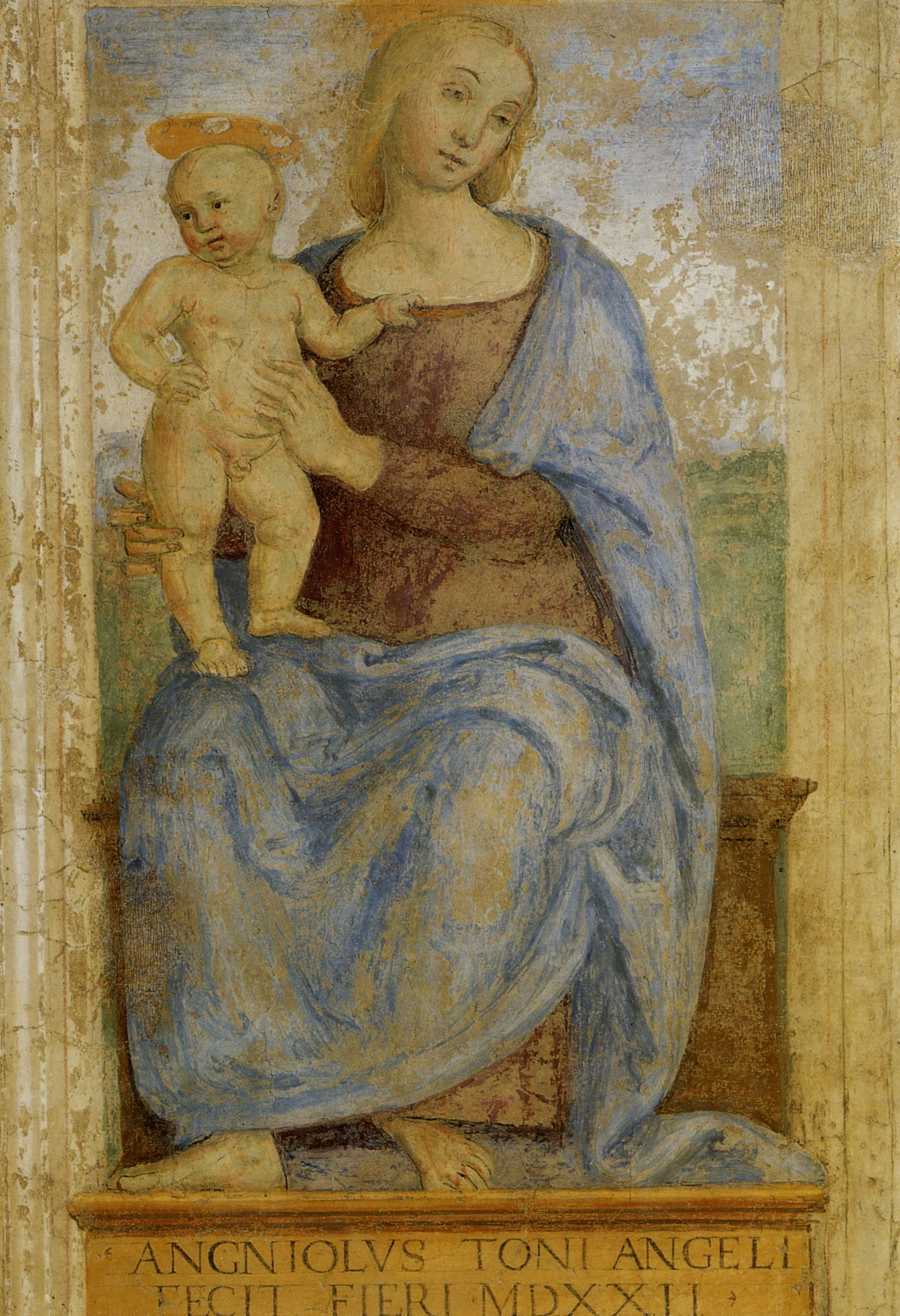
Affresco della Madonna col Bambino in trono di Fontignano, nell'Oratorio dell'Annunciazione.

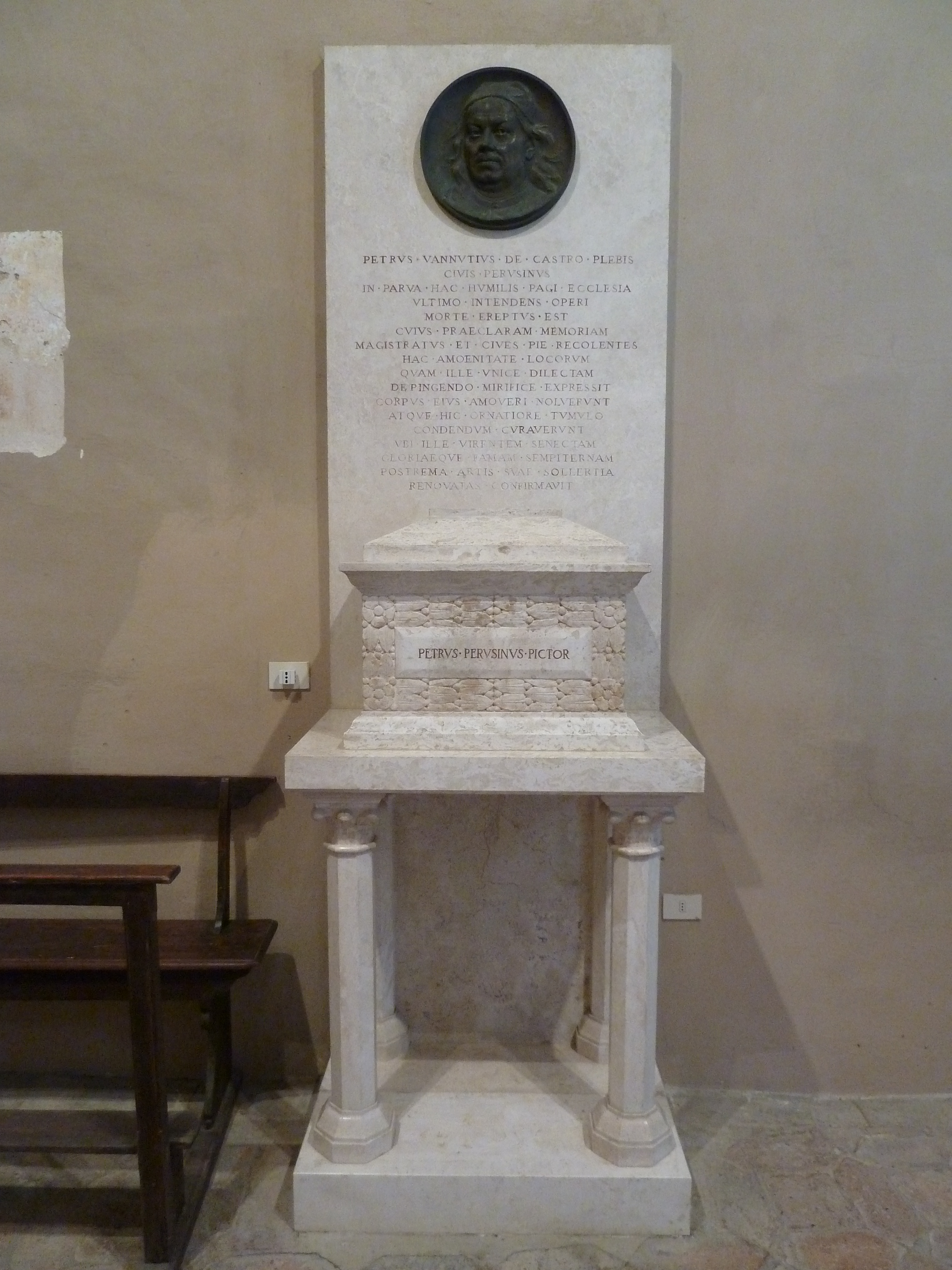
La tomba del Perugino.

La Madonna col bambino è l'unica opera del Perugino che resta in questa chiesa probabilmente realizzata con lo stesso cartone di quella della chiesa di Santa Maria Maggiore di Spello. Sotto, sul basamento su cui poggiano i piedi è indicato l'anno in cui è stata dipinta (1522, un anno prima della morte del pittore) e il nome del committente (Angniolus Toni Angeli), probabilmente un ricco signore del posto che gli aveva commissionato l'opera come da tradizione in segno di ringraziamento verso la Madonna in occasione della nascita di un erede maschio; proprio per questo motivo la Madonna col bambino era uno dei temi più richiesti da parte dei privati e il Perugino stesso ne realizzò moltissime nel corso della vita.
Esternamente alla parete il livello del terreno era più alto di quanto lo è attualmente e ciò comportava infiltrazioni di umidità che hanno degradato sensibilmente l'affresco in tempi remoti, tanto che quando ancora non c'era la mentalità della conservazione delle opere nel loro stato originale la si ritoccò per evitare di lasciarla in cattivo stato e si cancellarono irrimediabilmente alcuni dei tratti originali. Così la parte inferiore è probabilmente totalmente rifatta a cominciare dai piedi della Madonna (in posizione abbastanza innaturale) e dal movimento della veste (molto rigido) e, dato il valore del pittore e l'esperienza accumulata, (realizzò circa 80 madonne di questo tipo, caratterizzate da importanti somiglianze a cominciare dalla posizione del corpo) è difficile credere che tali elementi possano venire dalla mano del Perugino; probabilmente solo i volti sono rimasti pressoché intatti e infatti conservano ancora la dolcezza e la delicatezza di cui il divin pittore era capace oltre a quello sguardo perso nel vuoto che benché sia stato spesso criticato era una delle caratteristiche della maggior parte delle sue opere. All'orizzonte non è rimasto quasi niente ma è plausibile pensare che ci fossero quelle colline molto basse e dolci tipiche dell'Umbria che all'artista piaceva tanto rappresentare. In tempi remoti l'affresco fu coperto con uno strato di calce, non si sa bene se a causa della peste (la calce disinfettava) o a causa delle sue cattive condizioni di conservazione.

#### Adorazione dei Pastori
L'Adorazione dei pastori è l'ultima opera documentata del Perugino, il pittore non riuscì neanche a terminarla e dovettero farlo per lui alcuni dei suoi allievi.
Nella chiesa dell'Annunziata rimangono soltanto due riproduzioni a scala ridotta; l'affresco originale fu fatto staccare intorno alla metà dell'800 da Padre Nazareno Bonomi vicario generale dei Paolotti di S. Spirito di Perugia e poco dopo fu acquistato da un ricco signore inglese che viveva a Firenze, un certo Spencer per la sua collezione privata, alla morte di Spencer l'affresco fu acquistato dal museo di South Kensington, e da qui passò prima alla National Gallery di Londra e poi al Victoria and Albert Museum dove è attualmente conservato. L'affresco originale è più grande delle riproduzioni presenti nella chiesa dell'Annunziata, ricopriva tutta la parte superiore della parete da spigolo a spigolo (7 metri circa) e al momento del distacco date le sue imponenti dimensioni fu necessario dividerlo in 3 parti per evitarne la rottura (sulle riproduzioni sono ben visibili i segni delle divisioni verticali che furono operate lungo le colonne della capanna). Purtroppo il Perugino negli ultimi anni era stato emarginato dagli ambienti più prestigiosi a causa della scarsa evoluzione che aveva subito nel corso degli anni, se la sua arte era stata addirittura innovativa nel periodo della giovinezza, negli ultimi anni c'erano artisti (Raffaello che era stato allievo del Perugino, Tiziano,...) che lo avevano superato dal punto di vista tecnico e stilistico e nonostante il pittore avesse avuto senz'altro modo di vedere opere di tali artisti non aveva cercato di apprenderne le innovazioni e rimase fedele al suo stile ormai obsoleto. Così non riceveva più incarichi importanti come quelli amanti dell'arte ma continuava lo stesso a ricevere numerose commissioni dalle uniche persone che ancora lo apprezzavano, gli abitanti delle sue terre, tutti molto orgogliosi che un artista di tale fama fosse uno di loro.
Naturalmente la paga era ridotta e il Perugino, che all'aspetto economico era sempre molto attento, cercava di far quadrare i conti lavorando il più in fretta possibile in modo tale da avere la possibilità di realizzare il maggior numero di opere, spesso a scapito della qualità (lo stile era grande ma l'esecuzione era spesso trascurata).
In particolare era solito (come tanti artisti dell'epoca e contemporanei) utilizzare dei cartoni preparatori (si trattava di grandi cartoni rettangolari su cui disegnava le figure da inserire nell'affresco, faceva tanti piccoli buchi intorno alle sagome e ai tratti principali e appoggiando il cartone al muro, ci batteva sopra un sacchettino pieno di polvere di carbone molto fine e riusciva a realizzare le tracce da cui partire - tecnica di spolvero) e siccome nel corso degli anni aveva accumulato moltissimi di questi cartoni, spesso proprio per riuscire a lavorare più in fretta, li riutilizzava sia all'interno dello stesso affresco sia in opere diverse (con grande sdegno dei committenti più preparati).
Anche nell'Adorazione dei pastori il Perugino fa un abbondante uso di questo artificio: la capanna sullo sfondo è identica a quella presente in moltissime natività (Adorazione dei magi di Città della Pieve, presepe di Montefalco,...), gli angeli ai lati della capanna sono stati realizzati semplicemente girando il cartone precedentemente utilizzato in modo da ottenere due figure esattamente speculari, il terzo pastore di sinistra e identico al terzo pastore di destra e la parte inferiore del primo pastore di sinistra e identica a quella del primo pastore di destra. Variando i colori, differenziando le figure in qualche piccolo particolare e invertendo l'ordine dei personaggi rispetto ad una disposizione simmetrica il Perugino riusciva a rendere meno evidente la specularità delle figure ingannando l'occhio ad un primo sguardo ma sicuramente non ad una attenta osservazione.
Alcune osservazioni si possono fare sulla struttura presente sullo sfondo che non è certo la classica capanna del presepe, probabilmente il divin pittore ha scelto di realizzarla così per non coprire eccessivamente il paesaggio che per lui aveva una notevole importanza e probabilmente è per lo stesso motivo che in praticamente tutte le sue opere, questa compresa, realizzava degli alberi sempre molto essenziali e stilizzati.

#### Altre opere della Chiesa dell'Annunziata

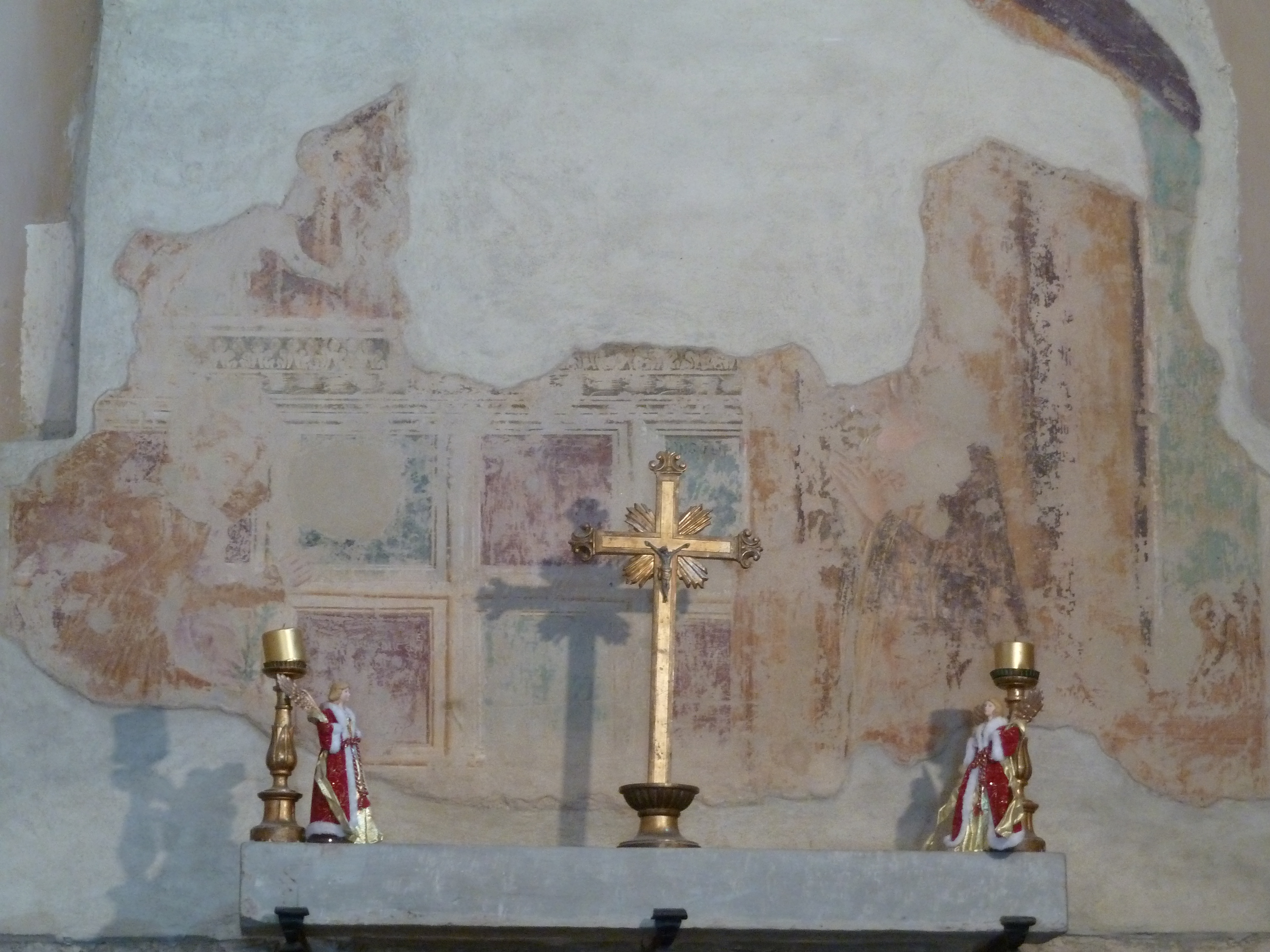
L'Annunciazione di Benedetto Bonfigli.

- Dietro l'altare si trova un'Annunciazione di Benedetto Bonfigli (a detta di molti il maggiore artista umbro dopo il Perugino) della metà del 400, lo stato di conservazione non è affatto buono e la causa è da ricercarsi probabilmente nel fatto che lo strato di intonaco su cui è realizzato l'affresco è praticamente a contatto con un muro di pietra che un tempo era molto al di sotto del livello del terreno e quindi subiva notevoli attacchi da parte dell'umidità.

Si pensa che inizialmente esistesse soltanto l'edicola su cui è dipinta l'opera intorno a cui fra la fine del '400 e gli inizi del '500 è stato realizzato il resto della chiesa che all'inizio fungeva da oratorio. Osservando l'affresco si possono ancora vedere parte della figura dell'arcangelo Gabriele e della Madonna e da ciò che rimane si può tranquillamente affermare che si trattava di un'opera di ottima qualità.

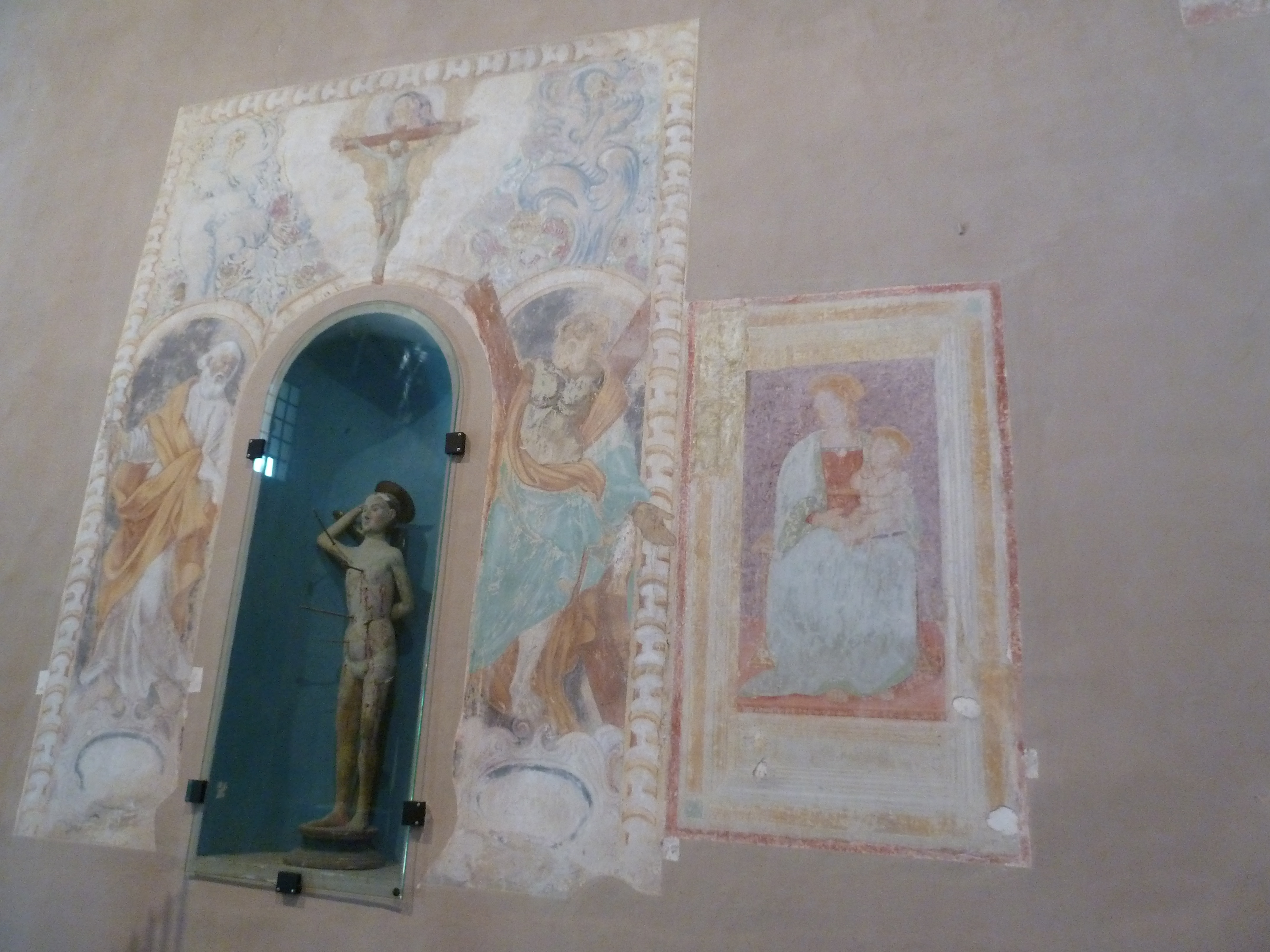
Madonna col Bambino - Affresco sconosciuto - San Sebastiano Ligneo.

- I due affreschi che rimangono sulla parete sinistra, appartengono a periodi diversi e sono da attribuire entrambi ad artisti sconosciuti. La Madonna col bambino (la terza presente in questa chiesa) è stata affrescata nel 1526 (3 anni dopo la morte del divin pittore) come conferma l'iscrizione difficilmente leggibile realizzata sul basamento e presenta numerose analogie con quella presente sulla parete destra, sicuramente chi l'ha fatta si è ispirato molto a quella del più famoso Pietro Vannucci. È probabile che siccome la bottega del Perugino si trovava qui a Fontignano, abbia continuato a funzionare per qualche anno anche dopo la morte del pittore e che quindi l'opera sia frutto della mano di uno dei tanti allievi del divin pittore. L'affresco a sinistra invece è probabilmente barocco (1600), come testimoniano la maggior ricchezza di dettagli decorativi e la cornice, sicuramente meno solenne rispetto a quella di stampo neoclassico della Madonna col bambino.
- La statua di S.Sebastiano al centro è invece probabilmente risalente al 1200, è un interessante esempio di arte povera in quanto realizzata con ogni probabilità da un semplice artigiano e non da un artista di professione ed è rappresentativa di uno stile molto fiorente in Umbria nel periodo storico citato.

L'opera è realizzata in legno e rappresenta il più famoso santo antipeste, che per questo motivo è presentissimo in raffigurazioni di vario tipo comprese nel periodo che va dal 1200 al 1500 (la peste era una malattia endemica e quindi, nonostante raggiungesse picchi di maggior violenza periodicamente una volta ogni 25 anni, era costantemente presente). Il Perugino stesso ha rappresentato moltissimi S. Sebastiano ma contrariamente alla tradizione li ha realizzati nella maggior parte dei casi in maniera poco violenta (National Museum di Stoccolma, Panicale,...), con poco spargimento di sangue e senza frecce. Quest'opera invece è certamente più cruenta e ciò è da ricercarsi probabilmente nelle sue origini popolari: la chiesa sapeva che se la gente restava impressionata, riemergeva quel bisogno di credere nel divino e quindi di aggrapparsi alla religione che è insito nel profondo dell'animo di qualunque individuo e che trova maggior sfogo proprio nei momenti di massima difficoltà. Il santo è realizzato in legno e come da tradizione è trafitto da sette frecce, simbolo dei sette vizi capitali.
La chiesa dell'Annunziata era quasi certamente completamente affrescata ma fu interamente ricoperta da uno strato di calce in tempi remoti, recentemente sono stati fatti dei saggi per cercare di riscoprire eventuali affreschi rimasti fino ad ora nascosti ma il cattivo stato di conservazione delle parti riemerse e l'assenza di documentazione che indichi la presenza di altre opere del Perugino o di altri artisti illustri ha impedito il completamento dei lavori.

## Monumenti e luoghi d'interesse
- Chiesa di S. Maria dell'Annunziata, luogo di lavoro del Perugino. Essa ha una sola navata con altare centrale in posizione sollevata; una nicchia ospita un'antica statua lignea di S. Sebastiano. La facciata è abbellita da un grazioso campanile a vela. Originariamente la chiesa apparteneva all'omonima Confraternita, che affidò a Pietro Vannucci il compito di affrescarla negli anni 1521-22. Queste opere sono:
  - la Natività e Adorazione dei Magi, nella tribuna dell'altare maggiore. Distaccato nel 1843 dai Padri Paolotti di S. Spirito per venderlo ad un inglese, ora è conservato al Victoria and Albert Museum di Londra. In loco si trova una riproduzione;
  - la Vergine col Bambino, sulla parete destra;
- Tomba in marmo del Perugino (1940), sormontata da una lapide;
- Edicola di S. Maria della Cannella, con l'immagine della Madonna, nei pressi di una sorgente d'acqua;
- Chiesa parrocchiale di S. Leonardo, restaurata nel 1845 dall'architetto Caproni e affiancata da un bel campanile in cotto;
- Ruderi del Castello di Fontignano.

## Associazioni paesane

### Associazione Pro Loco "P. Vannucci"
L'Associazione Pro Loco di Fontignano si occupa dello sviluppo sociale e culturale del paese. Organizza eventi culturali, sociali e ludici durante il corso dell'anno e mira a valorizzare il patrimonio artistico, sociale e culturale del paese investendo nello stesso. L'unica manifestazione commerciale organizzata dall'Associazione è "Fontignano a Tavola", sagra paesana di alta qualità, con la quale Fontignano valorizza i propri piatti tipici ogni anno gli ultimi giorni del mese di luglio.

### A.P.D. Fontignano
La principale associazione sportiva di calcio del paese è l'A.P.D. Fontignano che milita nel girone A umbro di 3ª Categoria.

## Eventi e manifestazioni storiche
- "Festa del Torcolo" (dolce tipico fontignanese): 2ª domenica di Quaresima
- "Fontignano a Tavola" (sagra paesana della durata di 10 giorni): metà-fine luglio
- "Palio delle Fonti" (cortei e giochi, la prima edizione nel 2015): ultimo weekend di agosto